# Waleri Borissowitsch Salow
Waleri Borissowitsch Salow (russisch Валерий Борисович Салов, wiss. Transliteration Valerij Borisovič Salov; * 26. Mai 1964 in Wrocław, Polen) ist ein russischer Schachmeister.

## Leben
1980 wurde Salow Kadettenweltmeister (Jugend U17), 1983 gewann er in Groningen die Jugendeuropameisterschaft, wurde hinter Kiril Georgiew bei der Juniorenweltmeisterschaft in Belfort Zweiter und wurde 1984 vom Weltschachbund FIDE zum Internationalen Meister ernannt. 1986 erhielt er den Großmeistertitel. Er gewann gemeinsam mit Alexander Beliavsky die UdSSR-Meisterschaft 1987, doch unterlag er Beliavsky im anschließenden Stichkampf mit 1:3 (+0 =2 −2).
Nach seinem Sieg im Interzonenturnier von Szirák 1987 qualifizierte sich Salow erstmals für das Kandidatenturnier 1988, doch schied er bereits im ersten Wettkampf gegen den Niederländer Jan Timman in Saint John mit 2,5:3,5 (+0 =5 −1) aus. Das Interzonenturnier in Manila 1990 spielte er nicht zu Ende: Nach 6 Runden zog er sich wegen Krankheit vom Turnier zurück. Dafür gelang ihm beim Interzonenturnier von Biel 1993 die erneute Qualifikation zu den Kandidatenkämpfen. Diesmal hatte Salow weit mehr Erfolg: Er besiegte im Achtelfinale in Wijk aan Zee 1994 den späteren FIDE-Weltmeister Alexander Chalifman mit 5:1 (+4 =2 −0) und nahm im Viertelfinale in Sanghi Nagar (Indien) 1994 Revanche an Jan Timman mit 4,5:3,5 (+2 =5 −1). Im Halbfinale, ebenfalls in Sanghi Nagar (1995) ausgetragen, unterlag Salow Gata Kamsky glatt mit 1,5:5,5 (+0 =3 −4). Nach der Einführung des K.-o.-Systems bei den FIDE-Weltmeisterschaften seit 1997 gelangen Salow keine größeren Erfolge mehr. Er schied sowohl 1997 als auch 1999 jeweils in der ersten Runde aus.
In den Jahren 1989 bis 1995 war Salow ein Top Ten-Spieler, der stets hohe Platzierungen auf der Elo-Rangliste zu verzeichnen hatte. Mit seiner höchsten Elo-Zahl von 2715 lag er im Januar 1995 gleichauf mit Viswanathan Anand und Wladimir Kramnik auf dem dritten Platz der Weltrangliste. In dieser Phase gelangen ihm die bedeutendsten Turniererfolge. Sein größter Triumph war der Sieg in Amsterdam 1991 (geteilt mit Nigel Short) vor Garri Kasparow und Anatoli Karpow. 1994 gewann er das Lew-Polugajewski-Jubiläumsturnier in Buenos Aires vor Viswanathan Anand, Anatoli Karpow und anderen. Bei diesem Turnier war als Eröffnung die Sizilianische Verteidigung zwingend vorgegeben. Salow gewann auch zweimal das traditionsreiche und stets stark besetzte Hochofenturnier in Wijk aan Zee: 1992 (geteilt mit Boris Gelfand) und 1997.
Im Jahr 2000 zog sich Salow (damals auf dem 38. Platz der Weltrangliste stehend) vom Schach zurück. Er hat seitdem keine Elo-gewertete Partie mehr gespielt und wird daher bei der FIDE als inaktiv geführt. Er lebt in Spanien.
| Hier fehlt eine Grafik, die leider im Moment aus technischen Gründen nicht angezeigt werden kann. Wir arbeiten daran! |

## Mannschaftsschach
Salow gewann mit der sowjetischen Nationalmannschaft die Mannschaftseuropameisterschaft 1989 in Haifa und erreichte gleichzeitig das zweitbeste Einzelergebnis am Spitzenbrett.
Vereinsschach spielte Salow in den 1980er Jahren beim Moskauer Verein Burevestnik, mit dem er 1984 das Finale des European Club Cup erreichte, in den 1990er Jahren bei Lyon-Oyonnax, mit dem er 1993 den European Club Cup gewann.